# Clã Nuvoletta
O Clã Nuvoletta foi um poderoso clã napolitano da Camorra, que operava da cidade de Marano di Napoli, situado no norte da periferia de Nápoles, no sul da Itália. O clã era afiliado a diversas famílias da Máfia Siciliana. Teve o seu período de maior poder entre a década de 1970 e década de 1990, chegando a se tornar um dos clãs mais poderosos da Camorra e havendo uma imensa rede de tráfico de drogas e de lavagem de dinheiro. Com a caída da organização, o clã Polverino, família com fortes laços de parentesco com os Nuvoletta, tomou o seu lugar.

## História
Na década de 60, Ciro, Lorenzo e Angelo Nuvoletta inicialmente se juntaram ao clã de Antonio Maisto, o qual estava contrabandeando cigarros. Após as suas primeiras façanhas com o clã de Maisto, eles se diversificaram e se tornaram proprietários significativos usando fundos estatais destinados a criação e manutenção de pequenas propriedades agrícolas. Isso fez com que sua fortuna burlasse o governo italiano e a Comunidade Econômica Europeia (CEE), além de intimidar os funcionários dos seguros, bem como os agricultores locais que pegaram empréstimos de empresas financeiras administradas pelos Nuvolettas. Durante a década de 80, o clã Nuvoletta transformou-se em uma holding internacional investindo em agricultura, contratos de limpeza, construção, drogas, fraude, criação de gado e hotéis. Somente contando os ativos legais do clã já totalizavam cerca de USD 280 milhões em 1990.
O Clã Nuvoletta começou a aparecer nas notícias ao mesmo tempo que a Nuova Famiglia (NF) se formou. A NF era uma federação de clãs de Camorra, que, além do clã Nuovoletta, consistia em Michele Zaza (um chefe da Camorra com fortes laços com a Cosa Nostra), o clã Gionta (de Torre Annunziata), Antonio Bardellino de San Cipriano d'Aversa e Casal di Principe, o clã Alfieri liderado por Carmine Alfieri, o clã Galasso de Poggiomarino (liderado por Pasquale Galasso), o clã Fabbrocino da região do Vesúvio (liderado por Mario Fabbrocino), o clã Giuliano do bairro de Nápoles Forcella (liderado por Luigi Giuliano) e o clã Vollaro de Portici (liderado por Luigi Vollaro). Foi formado para contrastar o poder crescente da Nuova Camorra Organizzata de Raffaele Cutolo (NCO).

## Ligações com Cosa Nostra
O líder do clã, Lorenzo Nuvoletta, era herdeiro de uma família de proprietários de terras. Seu avô e sua mãe haviam acumulado grandes áreas de terra, com suas frutas cultivadas sendo exportadas para outras áreas. Os Nuvolettas tiveram muitos contatos significativos e poderosos dentro da máfia siciliana, como resultado de seu relacionamento com a família Sciorio. Os muitos telefonemas de Lorenzo com Luciano Leggio, chefe dos Corleonesi, foram frequentemente interceptados pelos Carabinieri. Tommaso Buscetta, Antonio Calderone e Salvatore Contorno, confirmaram que as Nuvolettas tinham vínculos muito estreitos com a máfia siciliana.
Ao testemunhar no tribunal, Tommaso Buscetta, mafioso siciliano, que se tornou um pentito (colaborador da Justiça italiana), falou sobreLorenzo Nuvoletta:

"Na Campânia, existem três famílias mafiosas, lideradas por Michele Zaza, Antonio Bardellino e os irmãos Nuvoletta. Mas Campânia está representada na cúpula (comissão da máfia siciliana) pelo mais velho dos irmãos Nuvoletta, Lorenzo."
Da mesma forma, o chefe da Máfia Catania, Antonino Calderone, lembrou: 
“Em 1974, durante uma das minhas visitas a Nápoles, um dos velhos de honra, originalmente de Palermo, que morava em um edifício na área de Santa Lucia, contou-me da família (ou seja, a Máfia) que remontava à década de 1930. Os membros mais importantes da família em Nápoles eram os irmãos Mazzarella, Nuvoletta e Zaza. Então, havia outras pessoas como Nunzio Barbarossa, os irmãos Sciorio e outros. Toda a família de Nápoles era controlada por Michele Greco, mas dentro dela o clã Nuvoletta tinha cerca de dez membros, com um relacionamento ainda mais próximo e mais direto com Michele, a qual poderia controlá-los sem a mediação da própria família."
Após a sua colaboração com a justiça italiana em 1992, o chefe do Clã de Galasso, Pasquale Galasso, revelou detalhes de outras reuniões realizadas nas moradias dos Nuvoletta, em 1981. Ele mencionou que essas reuniões freqüentemente envolveram representantes de todos os principais clãs da Camorra, com geralmente uma centena de pessoas presentes, muitas destas fugitivas, bem como dezenas de carros. Ele explicou: 
"Nossas preocupações surgiram a partir da possibilidade de que a polícia chegasse durante nossas reuniões e causasse um banho de sangue, mas Nuvoletta sempre conseguiu nos acalmar. Às vezes, quando Carmine alfieri e eu olhávamos para a fazenda ao sair de Vallesana, víamos carros de polícia estacionados em frente à casa de Nuvoletta. Isso nos provou que ele estava bem protegido... no decorrer dessas reuniões, tivemos que resolver de uma vez por todas as tensões que Cutolo havia criado. Posso lembrar que Riina, Provenzano e Bagarella estavam na fazenda de Nuvoletta ao mesmo tempo."

## Estrutura
O clã era governado pelos três irmãos Nuvoletta: Lorenzo, Ciro e Angelo. Lorenzo morreu em 1994 após uma doença grave; Ciro, o mais sanguinário do grupo, foi morto em uma emboscada entre o Nuvoletta e o Bardellino-Gionta-Alfieri-Galasso-Verde. Angelo foi o mais inteligente dos irmãos e, literalmente, o "cérebro" do grupo, pois este ficou encarregado da gestão econômica do grupo. Angelo foi preso em maio de 2001, depois de ter figurado entre os trinta fugitivos mais perigosos na Itália desde 1995. Ele foi condenado à prisão perpétua pelo assassinato do jornalista Giancarlo Siani.
Em comparação com o outro clã Camorra na década de 1980 e início dos anos 90, o clã Nuvoletta era, praticamente, o único em que nunca haviam tido um pentito de alto nível (membro arrependido aliado à justiça que passa a fornecer informações sobre a máfia). De acordo com o juiz Giuseppe Borrelli, eles conseguiram se isolar adotando a estrutura celular dominante dentro da máfia siciliana. Como ele explicou:
"Eles têm um sistema de decino e capodecina. Então, os poucos “super chefes” que tivemos não estão em condições de nos dizer muito. Esta é a principal razão pela qual eles conseguiram resistir ao trabalho investigativo. Cada decina não conhece ninguém fora de sua própria decina, eles não sabem nada sobre as atividades de outras decinas. Apenas a capodecina tem uma imagem maior. Angelo Nuvoletta não se envolve no dia a dia dessas atividades, ele só intervém quando o capital precisa ser investido ou quando surgem disputas. Este sistema de operação é uma verdadeira anomalia para uma gangue Camorra."

## Atividades
O clã Nuvoletta está envolvido principalmente em crimes “de colarinho branco”, como construção, fornecimento para entidades públicas, empresas de fabricação de concreto, empresas de limpeza e controle das operações dos hotéis. Este é o seu império econômico, reconstruído por investigadores da Anti-Mafia, um império com um volume de negócios anual de 1.200 bilhões de liras. Um censo de 1985 foi estimado em cerca de 100 mil milhões de liras. No início da década de 1990, isso aumentou para 120 mil milhões de liras. Destes, 40 mil milhões de liras foram produto do tráfico de drogas e 30 mil milhões de liras eram produtos de extorsão..